# Jurij Basjmet

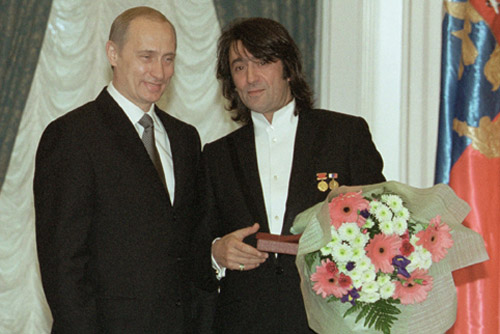
Vladimir Putin och Jurij Basjmet.

Jurij Abramovitj Basjmet (ryska: Юрий Абрамович Башмет, ukrainska: Юрій Башмет), född 24 januari 1953, är en rysk dirigent och violast.

## Utmärkelser
- Léonie Sonnings musikpris,  1995
- Francysk Skaryna-orden,  6 oktober 2008
- Rysslands regerings priser,  2016
- Ryska fäderneslandets förtjänstorden av andra graden
- Medalj till minne av Moskvas 850-årsdag
- Arbetets hjälte, Ryska federationen
- Serafim av Sarovs orden
- Lev Nikolajevs guldmedalj
- Ryska federationens statspris
- Arts et Lettres-orden
- Storfurst Gediminas orden
- Grammy Award
- Uppgående solens orden
- Sergej av Radonesj-orden
- Ryska federationens regeringspris för kultur
- Ryska federationens presidents hederscertifikat
- Sovjetunionens statliga pris
- Medalj "för tapperhet i arbetet"
- Tredje graden av Sergej av Radonesj-orden
- Ryska fäderneslandets förtjänstorden av 4:e graden
- Officer av Storfurst Gediminas orden
- Officer av Arts et Lettres-orden
- Ryska fäderneslandets förtjänstorden av 3:e graden
- Ärans orden
- Folkets artist i Sovjetunionen
- Italienska republikens förtjänstorden
- Officer av Hederslegionen
- Armeniska hedersorden
- Förtjänstorden, tredje graden
- Kommendör av Italienska republikens förtjänstorden
- Förtjänstfull konstnär i Ryska SFSR
- Ryska vänskapsorden
- Folkets konstnär i Ryska SFSR
- Ryska federationens presidentiella tacksamhetscertifikat

[Redigera Wikidata]